# Sai khớp
Sai khớp là sự di lệch của các cầu xương ở khớp một phần hay hoàn toàn do chấn thương mạnh trực tiếp hay gián tiếp. Thường xuất hiện nhiều ở trẻ em hay người lớn do xương đã phát triển
Các khớp dễ bị sai lệch nhất: khớp vai, khớp háng, khớp đầu gối, khớp khuỷu tay

## Biểu hiện
Triệu chứng phổ biến là đau, sưng tại vùng khớp bị sai và khó cử động. Bên cạnh đó còn có các triệu chứng sau đây:
- Đau do tổn thương rách bao khớp;
- Giảm hoặc mất hoàn toàn khả năng vận động khớp;
- Hõm khớp bị rỗng. Đây là dấu hiệu đặc biệt của sai khớp, nhưng không phải khớp nào cũng có, mà chỉ gặp ở khớp vai, khớp hàm và một phần khớp khuỷu;
- Biến dạng toàn chi: Nếu sai khớp vai thì tư thế cánh tay luôn biến dạng hoặc không khép sát vào thân được. Nếu sai khớp háng thì tư thế chi ngắn, gối xoay vào trong, bàn chân bên sai gác lên cổ chân bên lành;
- Dấu hiệu gồ bất thường do chỏm xương trật ra khỏi hõm khớp;
- Cử động đàn hồi, còn gọi là dấu hiệu lò xo, chỉ có trong sai khớp, do đầu xương trật ra chỗ khác và bị bó chặt trong khối cân cơ và dây chằng. Dù cố ý kéo hay đẩy khớp về vị trí bình thường thì khớp vẫn bật trở lại tư thế sai;
- Có một số biến dạng đặc biệt:
  - Dấu hiệu gù vai (vai vuông góc) thấy ở sai khớp vai.
  - Dấu hiệu "nhát rìu" thấy trong sai khớp khuỷu ra sau (do mỏm khuỷu trồi ra sau làm với cánh tay một bậc lõm vào, trông giống như gốc cây bị rìu chặt dang dở).
  - Dấu hiệu "phím đàn dương cầm" thường thấy trong sai khớp vùng vai-đòn (do co kéo cơ ức đòn chũm nên đầu ngoài xương đòn được kéo lên, lộ rõ ra ngoài, ấn xuống lại bật lên như ấn vào phím đàn dương cầm).

## Điều trị
Đặt nạng bất động chỗ khớp bị sai, giữ nguyên vị trí sai lệch và đưa nạn nhân đến bệnh viện gần nhất để điều trị

## Đề phòng
Cần phải tuân theo những quy định an toàn trước khi lao động. Cần kiểm tra độ an toàn ở những nơi bãi tập, thao trường. Và các phương tiện lao động khi luyện tập